# 検地
検地（けんち）とは、日本史用語で、田畑の面積、収量の調査をするため領主が農民の田畑を調査すること。新しく征服した土地で多く行われた。倹地と書かれる場合もある。
現代で単に検地といえば豊臣秀吉が1582年（天正10年）から行った太閤検地を指すことが多い。

## 概要

### 前史
律令制下、農地の所有権は国家が持っていることになっていた。しかし、平安時代になると公地公民は崩れ、荘園と呼ばれる私有地の存在が認められるようになる。
そのため、各地は国府が管理する国衙領と私有地である荘園にほぼ二分される（荘園公領制）。国衙領については国府が大田文と呼ばれる台帳を作成し、農地の面積や収量を把握し、徴税の基礎資料としていた。
しかし、荘園に関しては、課税のための調査も課税もできない。この状態は鎌倉・室町時代になっても変わらなかった。室町・戦国の混乱時代、農業生産高は爆発的に増加したが、各地にモザイクのように存在する割拠勢力はそれぞれ消長を繰り返し、また支配下にも多くの自立領主がいるため、自領の実質総農業生産高を把握するのも困難であった。

### 戦国大名検地
15・16世紀に入ると、戦乱を経て地方に荘園や国衙領という枠を超えた一円に支配権を確立する戦国大名が成長する。彼らは、自分の支配地域における課税を行うための資料として土地の調査を行った。これを戦国大名検地という。
永正三年（1506年）には、北条早雲による初の検地が確認され、その後も北条家の歴代当主がこれに続いた。しかし、その他ほとんどの戦国大名は全領地に検地を行うことができなかった。多くは新規に獲得した領地に対して行っている。それは家臣団や有力一族の抵抗が大きいからである。北条家などの一部大名が大規模な検地を行えたのは新興勢力であるがゆえに地縁に縛られにくかったという事情がある。
急速に勢力を拡大した織田信長もその領国内でこの検地を行い、農業生産高とそれに基づく課税台帳（検地帳）の整備に力を入れた。

### 太閤検地
信長死後その政権を引き継いだ豊臣秀吉は初めて全国的に検地（太閤検地）を実施した。
しかし、この検地も実際に豊臣氏の家臣が直接行ったものではなく、多くは大名の自己申告制であった。これにより全国的に石高制が認知されるようになる。
また、太閤検地が画期的なのは、土地の所有者ではなく、耕作者を調査し、耕作者に課税したことである。これにより、土地に対して重層的にあった中世的な中間権利である様々な職が否定され、耕作者は直接領主に納税することとなり、農村にいた中間搾取者としての武士はほぼ一掃されることとなった。そして、奈良時代より続いた荘園制も全廃されることとなった。

### 江戸時代の検地（徳川検地）
続く江戸時代は、農業技術の進歩と新田開発の進展、幕府や藩の財政悪化などによりたびたび検地（徳川検地）が行われた。
江戸時代の検地は農村内の様々な権利関係を否定し、実態に近い帳簿が幕府ならびに藩に提出されたため、農民支配の一本化につながった。検地により農民への課税は重くなる傾向が強いため、農民も一揆などでそれを阻止しようと試みることもあった。

### 検地の廃止
明治政府は、農業収入に課税する年貢制を廃止し、地価に課税する地租制を導入した（地租改正）。これにより、制度として検地は廃止された。

## 琉球の検地
琉球王国時代の1735年（元文2年）から1750年にかけて、乾隆検地（元文検地）が行われた。
印部土手石（別名:ハル石）を図根点（測量場所の起点）として、測量が行われた。印部土手石には、所在地と順序が記された記号が平仮名やカタカナで彫られている。

## 諸外国との比較

### イスラム圏の検地
- フサーム検地(1298年)
- ナースィル検地（英語版）（エジプト、1313–1325年)

## 検地の一覧
- 戦国大名検地
- 太閤検地
- 徳川初期検地
- 慶長検地[4]
- 寛文検地
- 延宝検地
- 元禄検地